# Конари (Радзейовський повіт)
Конари (пол. Konary) — село в Польщі, у гміні Осенцини Радзейовського повіту Куявсько-Поморського воєводства.
Населення — 142 особи (2011).
У 1975-1998 роках село належало до Влоцлавського воєводства.

## Демографія
Демографічна структура станом на 31 березня 2011 року:
|          | Загалом | Допрацездатний вік | Працездатний вік | Постпрацездатний вік |
| -------- | ------- | ------------------ | ---------------- | -------------------- |
| Чоловіки | 70      | 16                 | 49               | 5                    |
| Жінки    | 72      | 18                 | 40               | 14                   |
| Разом    | 142     | 34                 | 89               | 19                   |